# دوکوه (کهگیلویه)
دوکوه (کهگیلویه)، روستایی از توابع بخش لنده شهرستان کهگیلویه در استان کهگیلویه و بویراحمد ایران است.

## جمعیت
این روستا در دهستان عالی طیب قرار دارد و براساس سرشماری مرکز آمار ایران در سال ۱۳۸۵، جمعیت آن زیر سه خانوار بوده‌است.